# UFC on ESPN: Vettori vs. Cannonier
UFC on ESPN: Vettori vs. Cannonier（ユーエフシー￼・オン・イーエスピーエヌ：ヴェットーリ・バーサス・キャノニア、別名UFC on ESPN 47）は、アメリカ合衆国の総合格闘技団体「UFC」の大会の一つ。2023年6月17日、ネバダ州ラスベガスのUFC APEXで開催された。

## 大会概要
本大会はマーヴィン・ヴェットーリとジャレッド・キャノニアのミドル級戦が組まれた。

## 試合結果

### プレリミナリーカード
第1試合 ライトヘビー級 5分3R
○  モデスタス・ブカウスカス vs.  ザック・パウガ ×
3R終了 判定3-0（30-27、29-28、29-28）
第2試合 バンタム級 5分3R
－  ダン・アルグエタ vs.  ロニー・ローレンス －
1R 2:20 ノーコンテスト（誤審）
第3試合 女子フライ級 5分3R
○  テレザ・ブレダ vs.  ガブリエラ・フェルナンデス ×
3R終了 判定3-0（30-27、30-27、30-27）
第4試合 バンタム級 5分3R
○  カルロス・ヘルナンデス vs.  デニス・ボンダー ×
3R 4:59 負傷判定3-0（30-27、30-27、29-28）
第5試合 バンタム級 5分3R
○  カン・ギョンホ vs.  クリスチャン・キニョネス ×
1R 2:25 リアネイキドチョーク
第6試合 フライ級 5分3R
○  アレッサンドロ･コスタ vs.  ジミー・フリック ×
2R 1:03 TKO（グラウンドの肘打ち連打）

### メインカード
第7試合 ウェルター級 5分3R
○  ニコラス・ダルビー vs.  ムスリム・サリコフ ×
3R終了 判定3-0（30-27、30-27、29-28）
第8試合 ライト級 5分3R
○  マヌエル・トーレス vs.  ニコラス・モッタ ×
1R 1:50 KO（左肘打ち→パウンド）
第9試合 フェザー級 5分3R
○  パット・サバティーニ vs.  ルーカス・アルメイダ ×
2R 1:48 肩固め
第10試合 ミドル級 5分3R
○  アルメン・ペトロシアン vs.  クリスチャン・リロイ・ダンカン ×
3R終了 判定3-0（30-27、29-28、29-28）
第11試合 ライト級 5分3R
○  アルマン・ツァルキヤン vs.  ジョアキム・シウバ ×
3R 3:25 TKO（パウンド）
第12試合 ミドル級 5分5R
○  ジャレッド・キャノニア vs.  マーヴィン・ヴェットーリ ×
5R終了 判定3-0（49-45、49-45、48-46）

### 各賞
ファイト・オブ・ザ・ナイト：ジャレッド・キャノニア vs. マーヴィン・ヴェットーリ
パフォーマンス・オブ・ザ・ナイト：マヌエル・トーレス、アレッサンドロ・コスタ
各選手にはボーナスとして5万ドルが授与された。

### カード変更
負傷などによるカードの変更は以下の通り。